# Miguel Fleta
Miguel Fleta (ur. 28 grudnia 1897 w Albalate de Cinca, zm. 30 maja 1938 w A Coruña) – hiszpański śpiewak operowy, tenor.

## Życiorys
Ukończył konserwatorium w Barcelonie, następnie studiował we Włoszech u Louisy Pierrick, która została jego żoną. Debiutował w 1919 roku rolą Paola we Francesce da Rimini Riccardo Zandonaia. W 1921 roku śpiewał w Bolonii i Monte Carlo, w 1922 roku wystąpił w Rzymie w prapremierowym przedstawieniu Romea i Julii Zandonaia. W 1922 roku odbył tournée po Ameryce Południowej, następnie w latach 1923–1924 występował w nowojorskiej Metropolitan Opera. W 1926 roku wystąpił w mediolańskiej La Scali podczas prapremiery Turandot Giacomo Pucciniego, grając rolę księcia Kalafa. Po 1928 roku występował tylko w Hiszpanii.
Uważany był za jednego z ostatnich mistrzów bel canta.